# Chéry-Chartreuve
Chéry-Chartreuve là một xã ở tỉnh Aisne, vùng Hauts-de-France thuộc miền bắc nước Pháp.